# Pau Guix
Pau Guix Pérez es un director escénico, realizador, autor dramático, guionista y articulista español nacido en Barcelona.

## Trayectoria
Licenciado en Historia del Arte por la Universidad de Barcelona, completó sus estudios con una maestría en Film Business y otra de Line Producer (producción de cinematografía) en la Escuela Superior de Cine y Audiovisuales de Cataluña y con una maestría de Gestión Cultural en la Universidad Abierta de Cataluña.
Ha sido jefe de producción, director y ayudante de dirección, alternando piezas de ópera y teatro con incursiones en el mundo audiovisual, llegando a trabajar en los Teatros del Canal, el Teatro de la Zarzuela, el Gran Teatro del Liceo o el Teatro Real de Madrid. 
Como director ha escenificado una quincena de obras de teatro y ópera y casi una decena de piezas audiovisuales. Autor dramático y guionista ha sido reconocido con 2 premios al mejor guion por el cortometraje Ala letal, texto coescrito con Pedro Aznar de Almeida.
En los últimos años ha sido Consejero de Distrito Asesor de la Presidencia de Les Corts y miembro del Consejo de Administración del Instituto de Cultura del Ayuntamiento de Barcelona, el ICUB, de 2015 a 2017. Se presentó bajo las siglas de Ciudadanos Cs como número ocho en la lista para las municipales de 2015.

## Activismo
Conocido por sus posturas críticas con el nacionalismo catalán y la inmersión lingüística obligatoria en Cataluña, es autor de los libros El hijo de la africana (2018) y El nacionalismo es el mal (2022) editados por Ediciones Hildy, es socio fundador de Sociedad Civil Catalana, asesor del Centro Libre Arte y Cultura (CLAC) y vocal de la Plataforma por Tabarnia. Actualmente conduce una tertulia semanal -L'hora dolça- en el canal de Youtube de la plataforma Dolça Catalunya junto con Miguel Martínez.